# Adam Mickiewicz
Adam Bernard Mickiewicz [Mickjevič] (24. prosince 1798 – 26. listopadu 1855) byl polský spisovatel, představitel polského romantismu. Je považován za polského národního básníka.

## Biografie

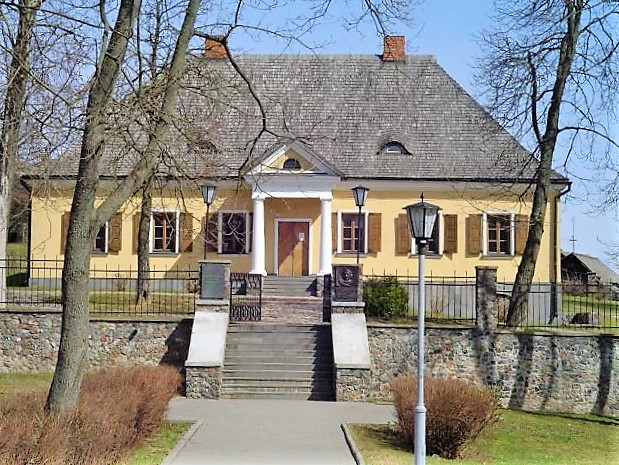
Muzeum Adama Mickiewicze, Novogrodek

Narodil se ve vesnici Zaosie u Novogrodku (v dnešním Bělorusku), kde později studoval dominikánskou školu. Vystudoval na universitě ve Vilniusu a od r. 1819 vyučoval literaturu, historii a práva. Stal se jedním ze zakladatelů tajného spolku Filomatů a Filaretů. V té době se zamiloval do Maryly Wereszczakové, která se ale vdala za bohatšího hraběte Puttkamera. Tato nešťastná láska se projevila v autorově tvorbě.
V roce 1823 byl zatčen i se svými přáteli a později vypovězen z Litvy.
V letech 1824–1829 pobýval v Rusku – v Petrohradu, Moskvě, na Krymu a v Oděse, kde se stýkal s ruskou kulturní a společenskou elitou té doby, mj. s Puškinem a děkabristy). Poté žil ve Francii a Itálii. Od roku 1838 působil na katedře latinské literatury na Univerzitě v Lausanne, později také jako profesor slovanských literatur na Collège de France v Paříži.
Požádal o ruku Evu Ankwiczovou, ale její otec tento svazek nepovolil. Proto se vrátil do vlasti, kde se oženil s krásnou Celine, dcerou Goethovy i Tomáškovy známé, skladatelky a carevniny polské dvorní pianistky Marie Szymanowské. Jejich štěstí netrvalo dlouho – Celine duševně onemocněla. V západní emigraci vystupoval jako jeden z hlavních představitelů polského zahraničního odboje.
V září roku 1855 odjel do Konstantinopole (od 1930 Istanbul) založit oddíly polské legie (Legion polski) a také ze Židů rekrutovaných z řad válečných zajatců složenou tzv. Židovskou legii (Legion Żydowski) pro válku s Ruskem během Krymské války, ale náhle zemřel při epidemii cholery. Pravděpodobně na tuto chorobu, třebaže se uvažovalo i o otravě arsenikem nebo o výronu krve do mozku (apoplexie – aneurysma mozkových cév a hemoragie). Jeho tělo bylo pohřbeno v Paříži na hřbitově v Montmorency. Po třiceti pěti letech jej v roce 1890 převezli do Polska, což se stalo příležitostí k mohutné politické manifestaci.
Za jeho vrcholné dílo je považováno záměrně fragmentární romantické drama Dziady  (česky také jako Tryzna). Drama se skládá se ze tří volně souvisejících částí vydaných postupně v letech 1823-1832 a ze zlomků první části, vydané posmrtně roku 1860, která je považována za nedokončenou. Název dramatu je převzat ze slovanských (zejména běloruských) pohanských obřadů (svátků mrtvých), při nichž mělo být vyvoláváním duší dědů (zemřelých předků) pomáháno k dosažení jejich posmrtného klidu. V díle je zobrazen konflikt zklamané lásky, pocit zodpovědnosti hrdiny k národu a mesianismus spočívající ve využívání paralely mezi utrpením Ježíše a obětí Poláků zbavených vlastní státnosti a pronásledovaných, jejichž zmrtvýchvstání přinese svobodu všem národům.

## Výběrová bibliografie
- Óda na mladost (1820, Oda do młodości), nadšená chvála mládí ve filomatickém duchu.
- Poezie (1822-1823, Poezje), dvoudílné vydání autorových básní, první díl obsahuje jeho Balady a romance (Ballady i romanse), druhý díl báseň Gražina (Grażyna), popisující činy heroické litevské kněžny Gražiny v boji proti silám středověkého Řádu německých rytířů, a II. a IV. část dramatu Dziady.
- Sonety, vydané vlastním nákladem roku 1826 v Moskvě, jsou základním dílem polské romantické poezie. Podle ediční praxe jsou děleny na Sonety oděské (český též Sonety milostné) a Sonety krymské (inspirované básníkovým pobytem na Krymu v létě a na podzim roku 1825).
- Konrád Wallenrod (1828) – litevský hrdina se stane velmistrem německých rytířů, nezapomíná na svůj původ a na příkoří, která Litvě jeho řád způsobil. Mstí se řádu, v jehož čele stojí, a této mstě obětuje i svůj život. Vliv Machiavelliho a jeho filosofie vedení války („Je třeba být liškou i lvem“).
- Farys (1829), kasída ke cti emíra Taj-ul-Fechra (farys je čestné označení pro jezdce u beduínů, Taj-ul-Fechr je jméno, pod kterým byl v Arábii znám polský cestovatel, básník a orientalista Wacław Seweryn Rzewuski).
- Dziady, část III, napsaná v Drážďanech roku 1832.
- Knihy polského národa a polské pouti (1832, Księgi narodu polskiego i pielgrzymstwa polskiego),  programový politický spis.
- Útěk (1832, Ucieczka), balada vyprávějící příběh mladé dívky, která je připravena vzdát se svého života, aby se znovu setkala se svým zesnulým milovaným a která v mnohém připomíná baladu Lenora Gottfrieda Augusta Bürgera.
- Pan Tadeáš čili poslední nájezd na Litvě (1834,  Pan Tadeusz, czyli Ostatni zajazd na Litwie) – polský národní epos o 12 zpěvech, označovaný za poslední velký veršovaný epos evropské literatury. Odehrává se na malém šlechtickém sídle v básníkově rodném kraji v Litvě (dnes jsou ta místa v Bělorusku) v letech 1811–1812, kdy Poláci doufali v Napoleonovu pomoc při obnově vlastního státu; současně probíhá milostná zápletka a spor mezi dvěma šlechtickými rody.
- Barští konfederáti (1836, Les confédérés de Bar), drama ve francouzštině o pěti dějstvích napsané v próze a určené pro pařížské jeviště. Autor v něm zobrazuje epizodu z období tzv. barské konfederace, dobytí hradu Wawel konfederační jednotkou pod francouzským velením. Dochovala se pouze první dvě jednání.
- Lausannská lyrika (1839–1840,  Liryki lozańskie), soubor básní napsaných za Mickiewiczova pobytu v Lausanne. Byly nalezeny v básníkově pozůstalosti a vydané až po jeho smrti.
- Dziady, část I, nalezená nedokončená v pozůstalosti (vznikla pravděpodobně kolem roku 1821) a vydaná posmrtně v roce 1860.

## Fotogalerie

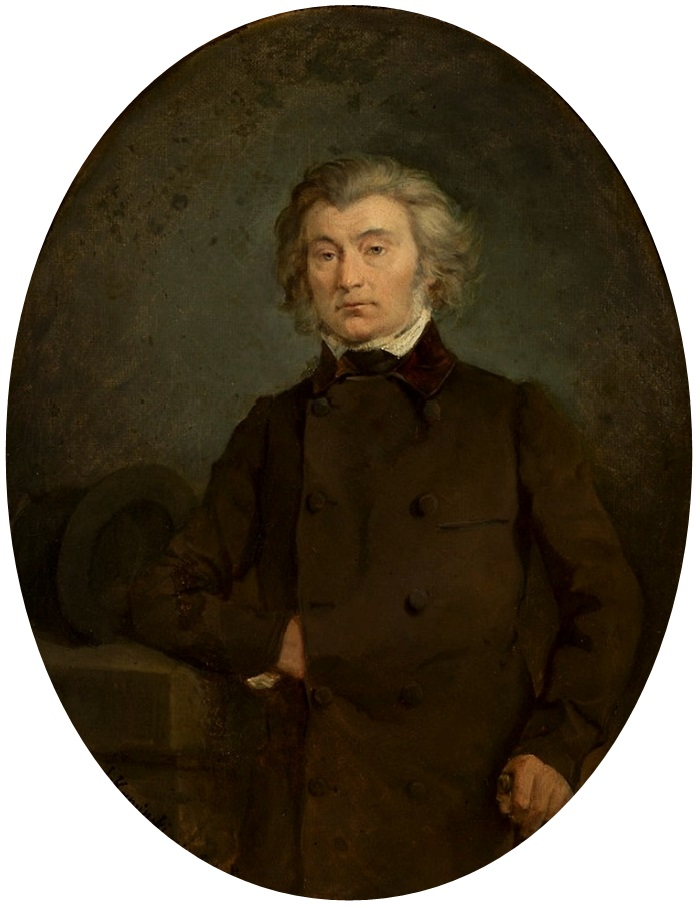
Adam Mickiewicz (1850)
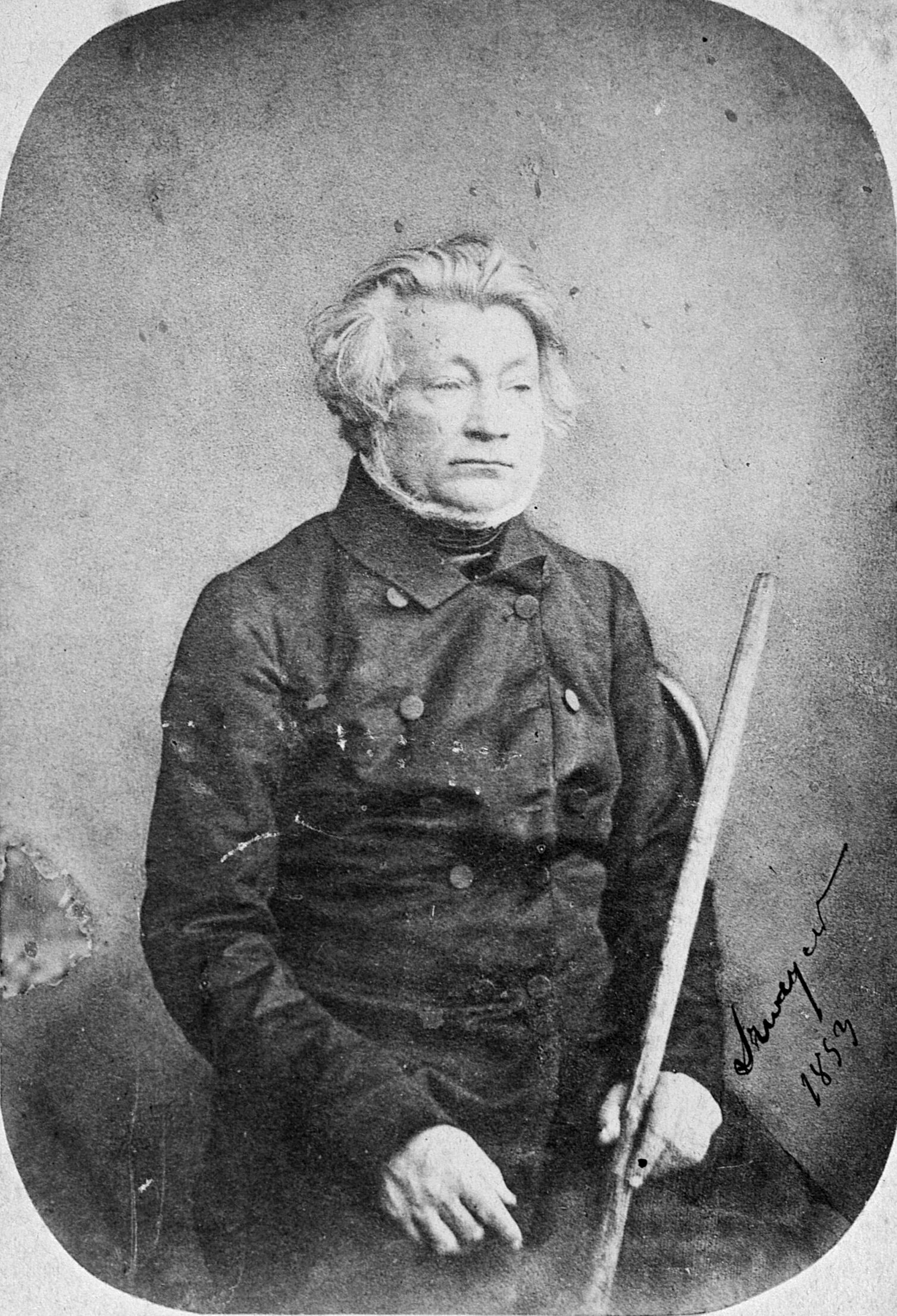
Adam Mickiewicz (1855)
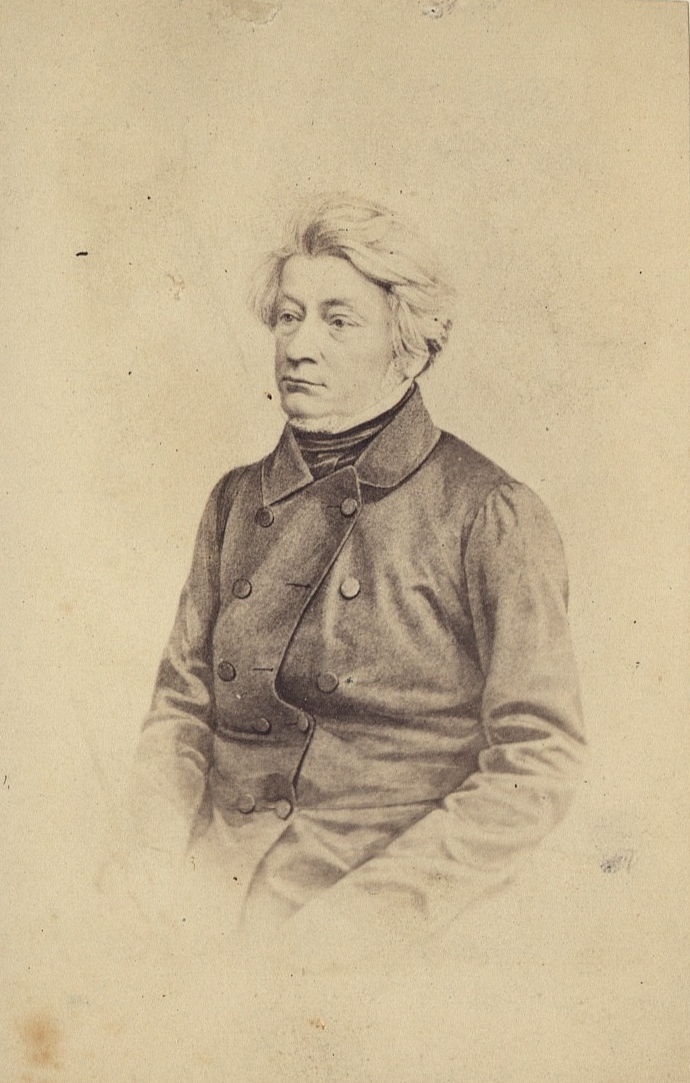
Adam Mickiewicz
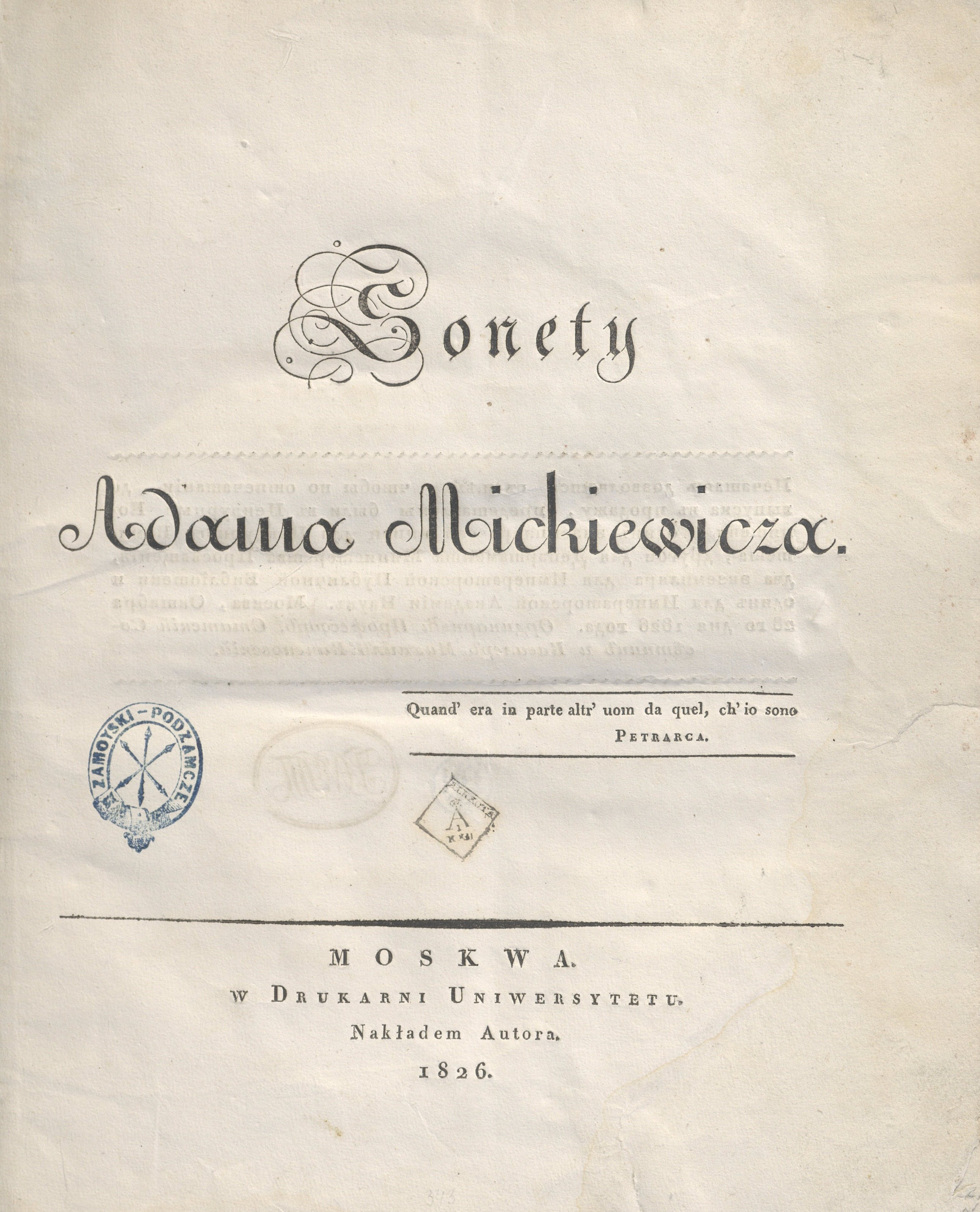
Titulní list prvního vydání Sonetů z roku 1826
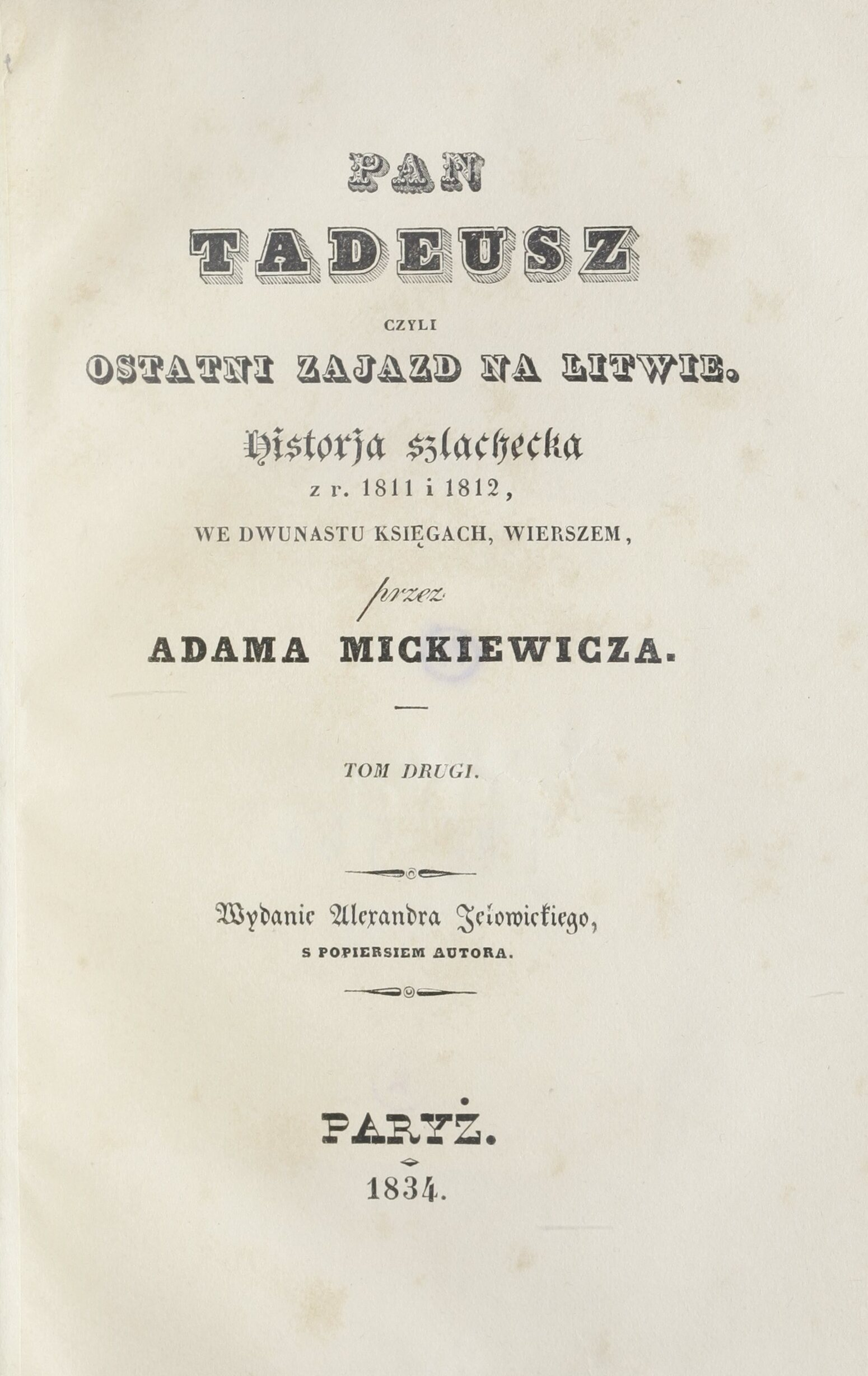
Titulní list prvního vydání Pana Tadeáše (1834)
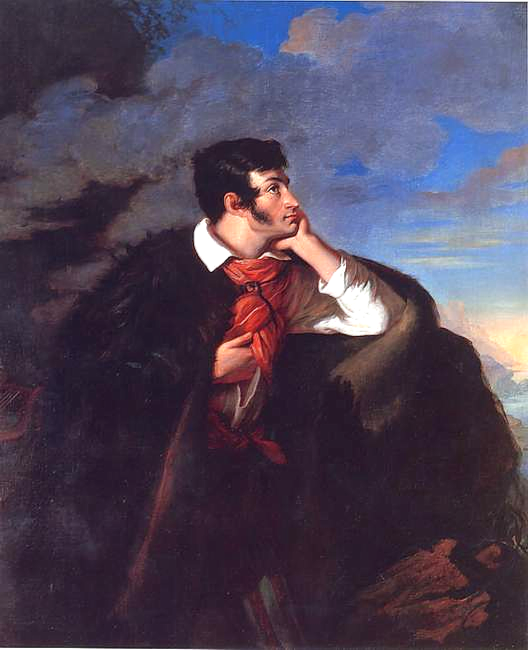
Adam Mickiewicz - obraz Walenteho Wańkowicze

Vybrané pomníky Adama Mickiewicze:
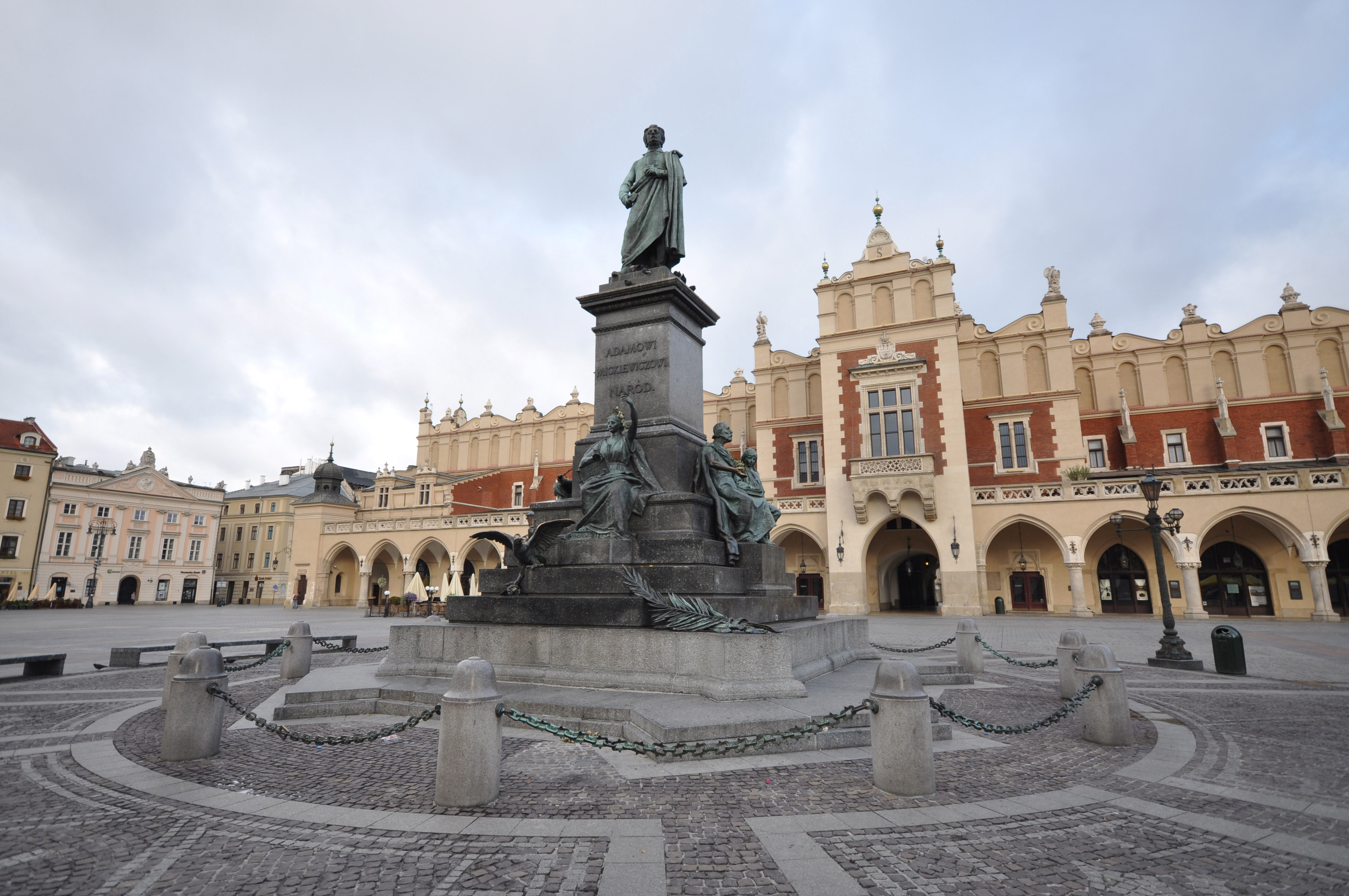
Krakov
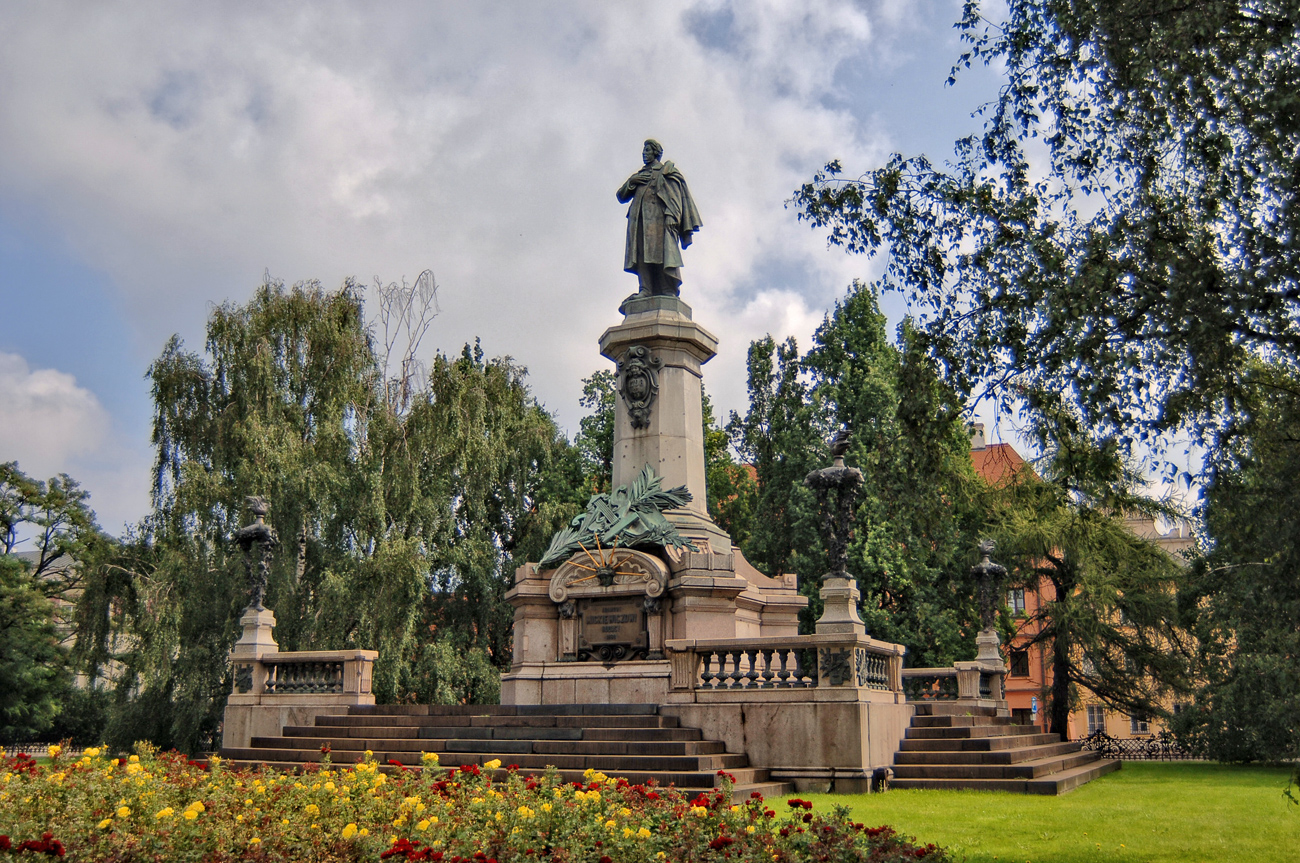
Varšava
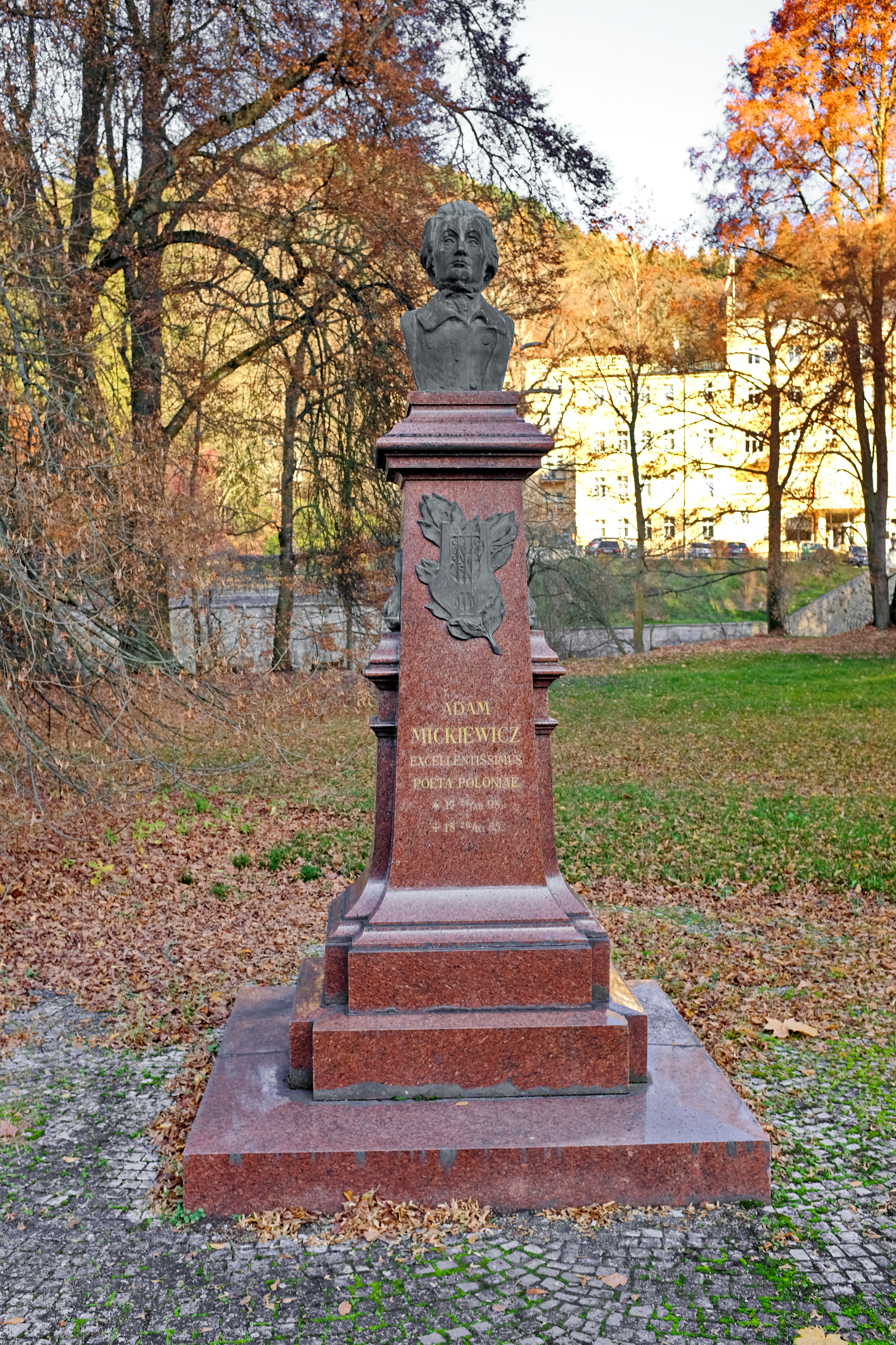
Busta v Karlových Varech
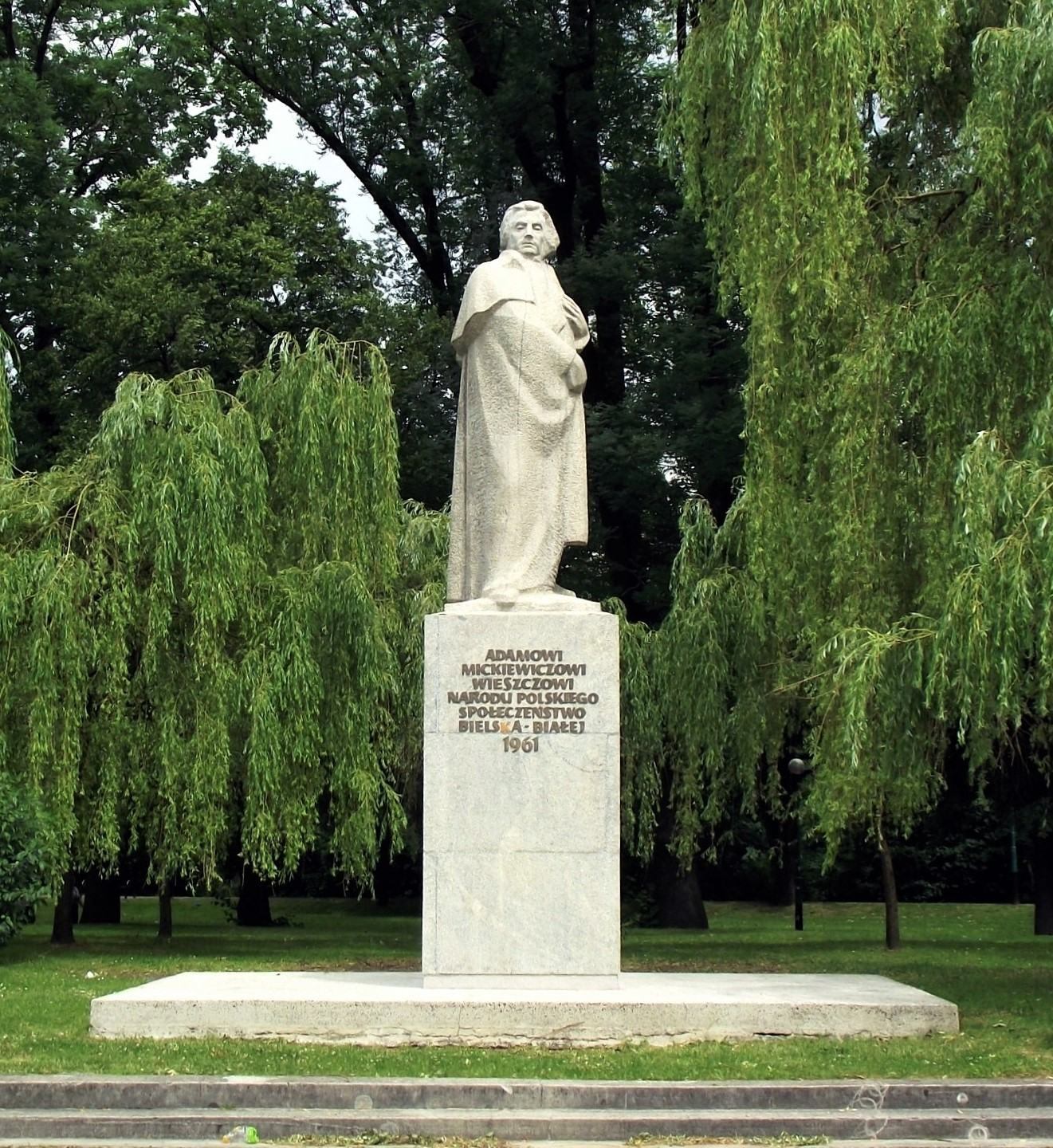
Bílsko-Bělá
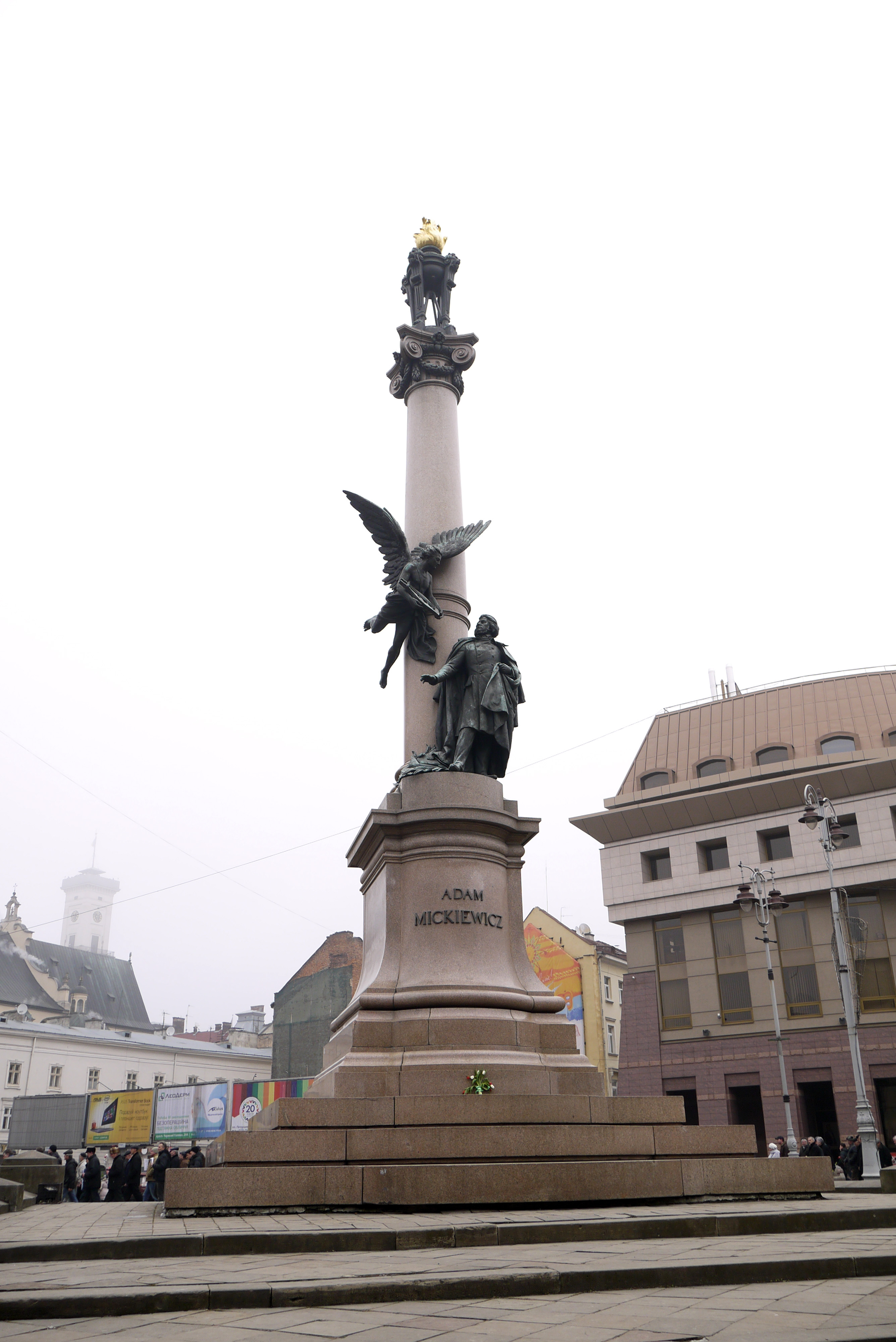
Lvov
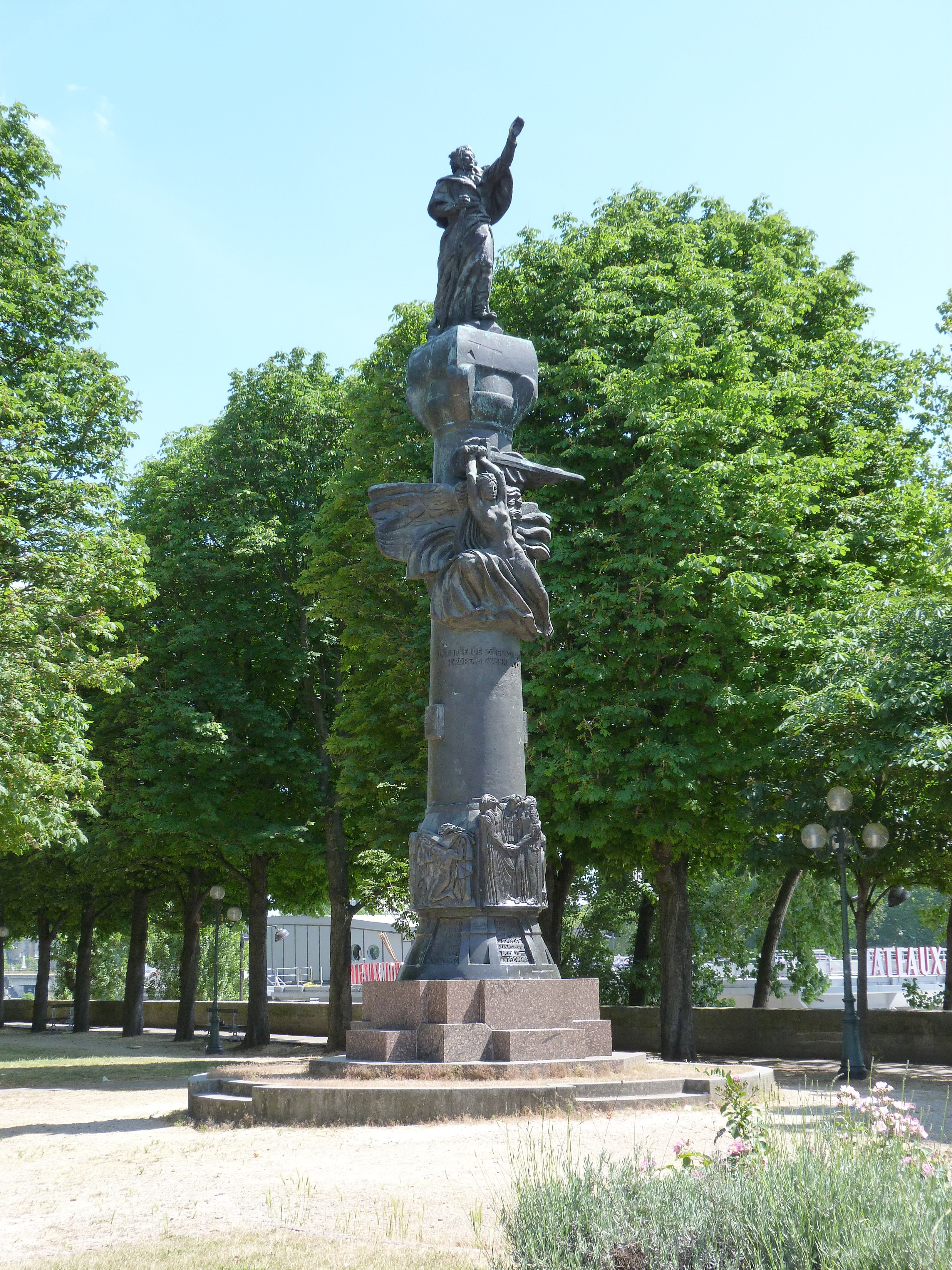
Paříž
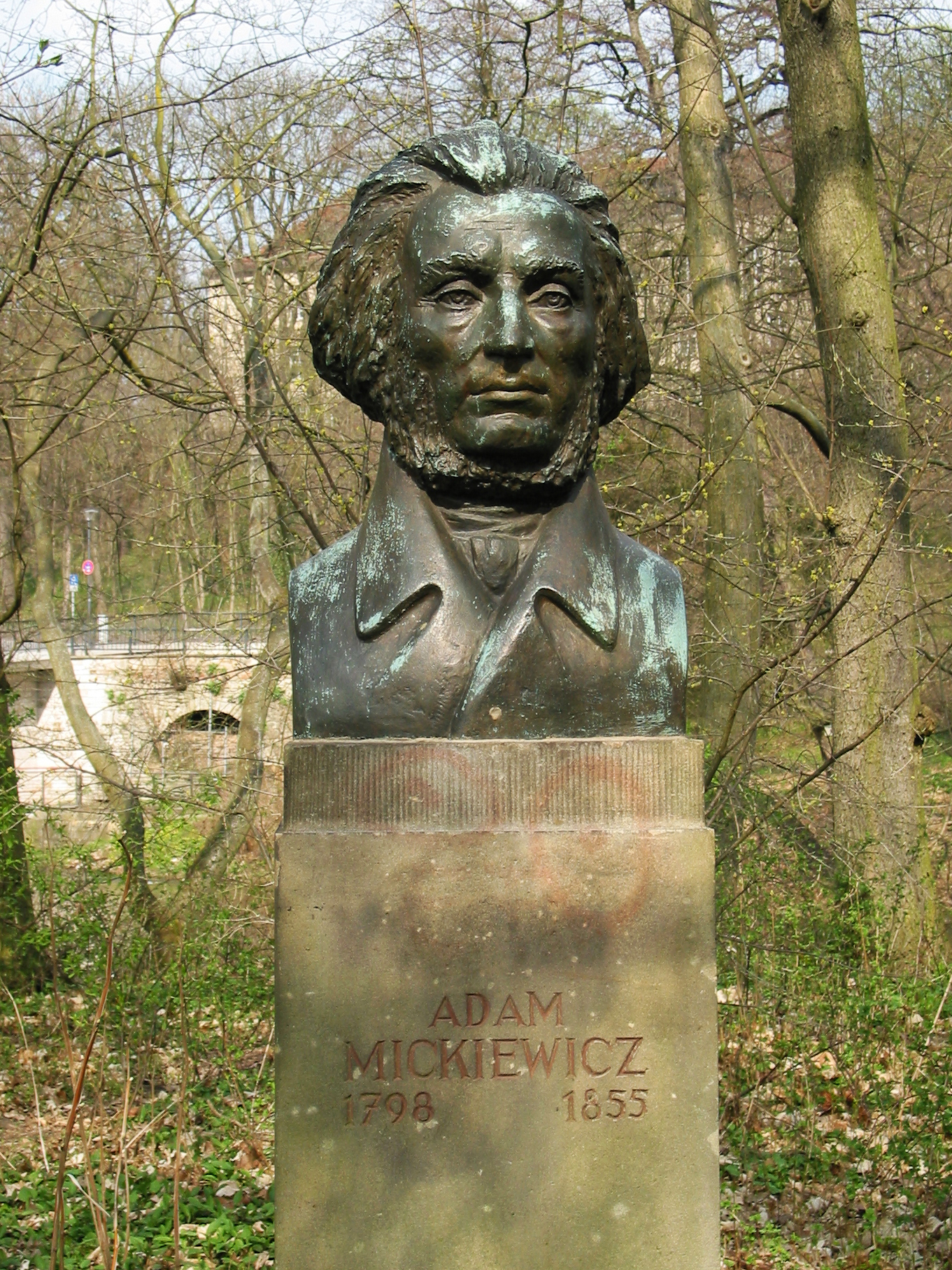
Výmar

### Online dostupná díla autora
- MICKIEWICZ, Adam.Sonnety krymskie i Farys s českým překladem Josefa Koláře. Překlad Josef Kolář. Praha: Josef Kolář 1868. 50 s. Dostupné online
- ŠTULC, Václav. Sebrané spisy básnické. Svazek druhý, Kniha překladův básní A. Mickiewiczových. Překlad Václav Štulc. Praha: I. L. Kober 1878. 560 s. Dostupné online
- MICKIEWICZ, Adam. Tryzna. Překlad Jaroslav Vrchlický. Praha: Jan Oto 1895. 366 s. Dostupné online
- MICKIEWICZ, Adam. Konrad Wallenrod. Překlad Josef Václav Sládek. Praha: J. Otto, 1910. 91 s. Dostupné online.
- MICKIEWICZ, Adam. Pan Tadeáš, čili, Poslední zájezd na Litvě. Překlad Eliška Krásnohorská. Praha: J. Otto, 1917. 423 s. Dostupné online.